# 密羽角蕨
密羽角蕨（学名：Cornopteris approximata），为蹄盖蕨科角蕨属下的一个植物种。